# Vergeture
Los surcos Vergeture, también conocidos como surco-fisuras de cuerda vocal, son una lesión congénita que forma invaginaciones de color nacarado en el borde libre de la cuerda vocal, que suelen ser bilaterales y simétricas, con antecedentes familiares de padres, o también puede ser el resultado del drenaje espontáneo o traumático de un quiste epidermoide.

## Síntomas
Los síntomas  habituales son disfonía de varios años de evolución y que se remonta a  la infancia, intensidad de la voz disminuida, con dificultad para  hacerse oír en ambientes ruidosos, tono más agudo en el hombre y más grave  en la mujer, fatiga al hablar o fonastenia, comportamiento vocal de esfuerzo importante al hablar y sensación de tirantez y cierre de garganta.

## Tratamiento
Puede intentarse un tratamiento no quirúrgico en forma de reeducación vocal prolongada con un logopeda. 
El tratamiento quirúrgico de la vergeture se realiza una cirugía muy específica denominada microcirugía laríngea con cordotomía. 